# Allopiophila xanthopoda
Allopiophila xanthopoda är en tvåvingeart som först beskrevs av Axel Leonard Melander och Arnold Spuler 1917.  Allopiophila xanthopoda ingår i släktet Allopiophila och familjen ostflugor. Inga underarter finns listade i Catalogue of Life.